# 1976年の文学
1976年の文学（1976ねんのぶんがく）では、1976年（昭和51年）の文学に関する出来事について記述する。

## できごと
- 1月13日 - 舟橋聖一が死去。
- 1月14日 - 第74回芥川龍之介賞・直木三十五賞（1975年下半期）の選考委員会開催。
- 3月1日 - 筒井頼子（作）と林明子（絵）の絵本『はじめてのおつかい』が福音館書店より刊行される[1]。
- 5月 - 鎌倉市長谷の川端家の敷地内に「川端康成記念館」が落成。
- 5月10日 - 『本の雑誌』が創刊された[2]。同誌は椎名誠、目黒考二らが作った雑誌で、1988年に月刊化した。
- 7月5日 - 第75回芥川龍之介賞・直木三十五賞（1976年上半期）の選考委員会開催。
- 7月9日 - 村上龍の第1作『限りなく透明に近いブルー』が講談社より刊行される。同書は1976年年間ベストセラーの総合1位を記録した[3]。
- 10月5日 - 武田泰淳が死去。

## 賞

### 芥川賞・直木賞
第74回（1975年下半期）
- 芥川賞 - 中上健次『岬』、岡松和夫『志賀島』
- 直木賞 - 佐木隆三『復讐するは我にあり』

第75回（1976年上半期）
- 芥川賞 - 村上龍『限りなく透明に近いブルー』
- 直木賞 - 該当作なし

### その他の賞
- 谷崎潤一郎賞（第12回） - 藤枝静男『田紳有楽』
- 泉鏡花文学賞（第4回） - 高橋たか子『誘惑者』
- 群像新人文学賞（第19回） - 村上龍『限りなく透明に近いブルー』

## 1976年の本

### 小説
- 片岡義男 『スローなブギにしてくれ』（角川書店）
- 金井美恵子 『アカシア騎士団』（新潮社）
- かんべむさし 『決戦・日本シリーズ』（早川書房）
- 高橋たか子 『誘惑者』（講談社）
- 中上健次 『蛇淫』（河出書房新社）
- 西村京太郎 『消えた巨人軍』（徳間書店）
- 宮尾登美子 『陽暉楼』（筑摩書房）
- 村上龍 『限りなく透明に近いブルー』（講談社）
- 森村誠一 『人間の証明』（角川書店）
- 山田正紀 『謀殺のチェス・ゲーム』（小学館）
- 吉村昭 『漂流』（新潮社）

### その他
- 伊丹十三 『日本世間噺大系』（文藝春秋）
- 宇野千代・中里恒子 『往復書簡』（文藝春秋）
- キヨノサチコ 『ノンタンぶらんこのせて』（偕成社）
- 沢村貞子 『私の浅草』（暮しの手帖社）
- 高峰秀子 『わたしの渡世日記』（朝日新聞社）
- 筒井頼子・林明子 『はじめてのおつかい』（福音館書店）
- 山下洋輔 『ピアニストを笑え!』（晶文社）
- ジョン・ネイスン（野口武彦訳） 『三島由紀夫――ある評伝』（新潮社）

## 死去
- 1月2日 - 檀一雄、日本の小説家。63歳没。
- 1月12日 - アガサ・クリスティ、イギリスの推理作家。85歳没。
- 1月13日 - 舟橋聖一、日本の小説家。71歳没。
- 3月23日 - 村上知行、福岡県出身の中国文学翻訳家。77歳没。
- 4月9日 - 福島正実、樺太出身の編集者、翻訳家。初代『S-Fマガジン』編集長として知られる。47歳没。
- 4月15日 - 松本正雄、東京府出身の英米文学者・翻訳家。75歳没。
- 4月28日 - リチャード・ヒューズ、イギリスの詩人・小説家。76歳没。
- 6月9日 - 久板栄二郎、宮城県出身の劇作家・脚本家。77歳没。
- 7月15日 - ポール・ギャリコ、米国の小説家。78歳没。
- 7月19日 - アイヴァン・モリス、イギリスの日本研究者・翻訳家。50歳没。
- 9月10日 - ダルトン・トランボ、米国の脚本家。1939年に書いた小説『ジョニーは戦場に行った』を後年自ら監督し映画化している。70歳没。
- 10月5日 - 武田泰淳、日本の小説家。64歳没。
- 10月25日 - レーモン・クノー、フランスの詩人・小説家。73歳没。
- 11月7日 - 松本恵子、日本の翻訳家。85歳没。